# Ágætis byrjun
Ágætis byrjun („Ein recht guter Start“) ist das zweite Album der isländischen Band Sigur Rós. Es erschien zunächst in Island im Juni 1999 über das Label Smekkleysa und im August 2000 über FatCat Records.

## Allgemeines
Die Songs sind, wie auf den meisten Alben der Band, aber im Gegensatz zum Nachfolge-Album ( ), fast vollständig auf Isländisch, der Muttersprache der Bandmitglieder, gesungen (abgesehen von Olsen Olsen, das in der von dem Sänger Jónsi erfundenen Sprache Vonlenska gesungen wird). Es ist zudem das erste Album mit dem Keyboarder Kjartan Sveinsson und zugleich das letzte mit dem Schlagzeuger Águst Gunnarsson, der die Band kurz nach Ende der Aufnahmen verließ.
Der Albumtitel ist eine Anspielung darauf, wie die Band über ihr Debütalbum Von reflektiert hat; dieses Thema findet sich auch im namensgebenden Song wieder.

## Stil und Stücke
Anders als auf dem Vorgängeralbum Von ist der Stil auf Ágætis byrjun einheitlicher und weniger experimentell; auf Ambient-Stücke, wie sie bei ihrem Debütalbum recht häufig vorkamen, wurde fast vollständig verzichtet, nur die kurzen, vereinzelt in die Titel eingebundenen Interludes (z. B. zwischen Svefn-g-englar und Starálfur) erinnern noch daran.
Besonders auffallend ist, dass Jónsi seit diesem Album seine Gitarre fast nur noch mit dem Cello-Bogen bedient. Dies trägt seither stark zum typischen Sound von Sigur Rós bei.
Insgesamt ist auch der Sound deutlich klarer und definierter als auf Von, auf dem er auffallend rau und hallend ausgefallen ist.
In den Songs dominiert nun der typische Sound von Sigur Rós, jedoch finden sich in einigen Liedern auch Einflüsse aus anderen Musikrichtungen, so zum Beispiel Jazz in Ný batterí, Jazz und Blues in Hjartað hamast sowie isländischer Folk in Olsen Olsen.
Die zehn Songs des Albums sind teilweise aufeinander bezogen. Das Intro enthält rückwärtsgespielte Teile des Titelstückes Ágætis byrjun, der Song Avalon enthält instrumentale Passagen aus Starálfur, jedoch vierfach verlangsamt.
Es wurden die Stücke Ný batterí, Svefn-g-englar und Viðrar vel til loftárása als Singles ausgekoppelt. Außer zum Lied Ný batterí, entstanden zu den Singles auch Videos. Svefn-g-englar war auch Bestandteil der Hintergrundmusik der Folge 675 des Tatorts (Nachtgeflüster (aus Köln), 2007).

## Titelliste mit Übersetzungen
1. Introduction – 1:36

Schriftzug des Albumcovers in der Schriftart ShelleyAllegro BT

2. Svefn-g-englar („Schlafwandler“) – 10:04
3. Starálfur („Glotzelfe“) – 6:46
4. Flugufrelsarinn („Der Fliegenbefreier“) – 7:48
5. Ný batterí („Neue Batterien“) – 8:11
6. Hjartað hamast (bamm bamm bamm) („Das Herz wummert (bumm bumm bumm)“) – 7:10
7. Viðrar vel til loftárása („Ein gutes Wetter für Luftangriffe“) – 10:17
8. Olsen Olsen – 8:03
9. Ágætis byrjun („Ein (recht) guter Start“) – 7:55
10. Avalon – 4:04